# Köpenhamns zoologiska museum
Köpenhamns zoologiska museum (danska: Zoologisk Museum) var ett museum för zoologi och naturhistoria i Köpenhamn (Universitetsparken 15) i Danmark. Museet ingår sedan 2004 tillsammans med Geologisk Museum, Botanisk Museum och Botanisk Have i det då nybildade Statens Naturhistoriske Museum, som är en del av Köpenhamns universitet. Den 23 oktober 2022 stängde museet för gott, i samband med överföringen till en ny byggnad för alla de museer som ingår i Statens Naturhistoriske Museum. Den nya byggnaden planeras att öppna våren 2027 i nordöstra hörnet av Botanisk Have.
Ursprunget är Ole Worms (1588−1654) samling av rariteter som köptes efter dennes död av Fredrik III av Danmark. Samlingen flyttades 1862 till ett nybygge i Krystalgade och sammanfogades med föremål från universitetens zoologiska samling, den visas sedan 1870 för allmänheten. 1970 öppnades museet i nya lokaler i Universitetsparken. Museet förvarar cirka 10 miljoner uppstoppade eller konserverade djur. Numera utgörs samlingarna till stor del av DNA-prover från däggdjur och fåglar.
Museets tidigare bibliotek och arkiv har slagits samman med motsvarande samlingar på de övriga institutioner som ingår i Statens Naturhistoriske Museum. Dessa är emellertid för närvarande (2025) stängda.